# 盗钥匙的方法
《落KEY人生》，是一部由内田贤治執導的日本电影。于2012年9月15日在日本上映。电影由堺雅人、香川照之、广末凉子、荒川良良、森口瑶子等演员参演。该电影在2013年的第86回电影旬报中获得十佳作品奖，在第36回日本电影金像奖中获得最佳编剧奖。
本片分別於2016年與2021年被韓國與中國翻拍，越南翻拍版则于2022年大年初一正式上映。

## 劇情
電影開頭介紹三位主角：水嶋香苗是一位負責審核各種稀有奢侈品的雜誌編輯，剛剛當眾宣佈想結婚的念頭，儘管丈夫的人選還沒找到；櫻井武史是一位失業、身欠巨債演員，企圖尋短卻失敗了；山崎信一郎是一位有錢的雇傭殺手，剛剛完成一項委託。他們的人生，在櫻井與山崎進入同一家澡堂時產生了交集。
就在旁邊寬衣解帶，櫻井很忌妒山崎的訂做西裝、首飾、豪車鑰匙和厚厚的皮夾。當山崎採到肥皂並摔得不省人事時，櫻井調換了置物櫃鑰匙並偷走山崎的衣服、車子、皮夾和身分。他做的第一件事是償還他的所有債務。事成之後，櫻井開始對偷走山崎的東西感到自責，於是前往醫院探望他；在那，山崎醒了，卻明顯失憶了。當發現不用為自己行為負責，櫻井放棄歸還山崎他偷走的東西，而是決定繼續花山崎的錢財過日子。恢復意識的山崎出院後，試圖搞清楚他原本的生活與為人，卻錯將本屬於櫻井的一切認成自己的。在從醫院回家路上，山崎遇到了水嶋，她剛來探望得了絕症的父親；她表示願意载山崎回公寓，兩人便開展了一段友誼。最終，儘管認識沒多久，水嶋提出希望跟山崎結婚，而山崎也不明所以地答應她的請求。
經過短暫的探索，櫻井在山崎的豪華公寓裡發現很多裝滿各種工作服、間諜配備和違法武器的秘密夾層；此時櫻井接到一通黑道老大的電話委託他殺死井上綾子，她是山崎在電影一開始殺死的那個男人的未婚妻。在得知幾乎沒人知道山崎的長相，並相信婉拒委託比躲避黑道好的情形下，櫻井答應去見黑道老大。黑道老大說明井上的未婚夫偷了極道組織很大一筆錢，並且肯定井上知道錢藏在哪，井上則堅決表示對此一無所知。櫻井對自己必須殺人這件事感到震驚，卻又無法拒絕這項委託，於是他計畫想辦法從黑道老大手中解救井上。
與此同時，山崎和水嶋去參加水嶋父親的葬禮，他沒來得及看到女兒出嫁就過世了。在整理父親遺物的時候，水嶋放了一首貝多芬的歌曲。歌聲讓山崎瞬間恢復記憶，便去找櫻井並追究他所做的一切。然而，得知黑道的人因為櫻井未能殺死井上即將過來懲罰他後，山崎被迫協助櫻井逃避黑道的追殺。
山崎接露其實自己並非如同表面真是個雇傭殺手——其實他都偽造暗殺目標的死亡，並安排他們逃走去開始新人生。山崎幫助井上的未婚夫逃走，並說服他想擁有新身分，放棄那筆偷來的巨款是必不可免的。不幸的是，山崎自己也不知道那筆錢後來的下落。
黑道老大經過指點，在井上的住處攔截到一行人。就在即將展開報復的時候，水嶋靠著在雜誌社工作累積的知識，發覺井上家中不起眼的東西其實大有來頭。她表示消失的錢就藏在眼皮底下，對著各種家具和財產開始即興評估（例如備受追捧的復古梳妝台及罕見的電吉他）。井上作為不知情無辜者的表面終於破裂，對水嶋破壞她的計畫感到憤怒，也說服黑道老大把這些家具跟其它玩意兒賣掉比直接殺掉他們來的更好。在黑道老大放走一行人後，他們報了警。黑道老大跟手下以入室盜竊被逮捕，因為無法解釋為什麼自己正在搬走一屋子不屬於他們的東西。儘管一開始遲疑是否回到那位自己不怎麼熟悉的男人身邊，水嶋和山崎和好，兩人便擁抱在一起。

## 演員
- 櫻井武史 - 堺雅人
- 近藤 / 山崎信一郎 - 香川照之
- 水嶋香苗 - 廣末涼子
- 工藤純一 - 荒川良良
- 井上綾子 - 森口瑤子
- 水嶋翔子 - 小山田小百合（日语：小山田サユリ）
- 水嶋京子 - 木野花（日语：木野花）
- 水嶋德治 - 小野武彦（日语：小野武彦）
- 理香 - 内田慈（日语：内田慈）
- 房東 - 大谷亮介（日语：大谷亮介）
- 大谷主編 - 三上市朗（日语：三上市朗）
- 土屋 - 林和義（日语：林和義）
- 藤本 - 菟田高城（日语：ウダタカキ）
- 電影導演 - 池田成志（日语：池田成志）
- 副導演 - 久野雅弘（日语：久野雅弘）
- 男主角演員 - 本宮泰風（日语：本宮泰風）
- 女主角演員 - 三村恭代（日语：三村恭代）
- 編輯部員A - 柊瑠美
- 副主編 - 李千鶴（日语：李千鶴）
- 編輯部員B - 中谷龍（日语：中谷竜）
- 聯合黨候選人 - 室剛
- 原劇團成員A - 堺沢隆史
- 原劇團成員B - 中村無何有
- 原劇團成員C - 黒田大輔（日语：黒田大輔 (俳優)）
- 宅男鄰居 - 田中聰元（日语：田中聡元）
- 樓下少婦鄰居 - 荒川結奈
- 聯合黨男 - 中川晴樹
- 醫生 - 日比大介
- 岩城社長 - 原金太郎（日语：原金太郎）
- 藤本的女人 - 松山愛裡（日语：松山愛里）
- 出版社接待員 - 安野遙
- 放映師 - 兒玉宣勝（日语：兒玉宣勝）
- 救護人員A - 塚本直毅（Loveletterz（日语：ラブレターズ））
- 救護人員B - 溜口佑太朗（Loveletterz（日语：ラブレターズ））
- 警官A - 鈴木祥二郎
- 警官B - 廻飛呂男
- 餐廳老闆 - 小林大介（日语：小林大介）
- 反派演員 - 中道公壹
- 綾子的兒子 - 安蒜太人

## 幕後人員
- 監督・脚本 - 内田けんじ[2]
- 製作 - 根上哲、平城隆司、山本晋也、服部洋、山崎浩一、笹原世幸、喜多埜裕明、甘木モリオ、重村博文、岩本孝一、樋泉実
- エグゼクティブ・プロデューサー - 藤本款、和田倉和利
- プロデューサー - 深瀬和美、赤城聡、大西洋志
- 音楽 - 田中ユウスケ
- 主題歌 - 吉井和哉「点描のしくみ」（EMIミュージック・ジャパン）
- 撮影 - 佐光朗
- 編集 - 普嶋信一
- 助成 - 文化芸術振興費補助金
- 製作プロダクション - シネバザール
- 配給・宣伝 - クロックワークス
- 製作 - 「鍵泥棒のメソッド」製作委員会（クロックワークス、テレビ朝日、朝日放送、電通、パルコ、メディアファクトリー、Yahoo! JAPAN、シネバザール、キングレコード、メ〜テレ、北海道テレビ放送）

## 獲獎
- 第36回日本アカデミー賞
  - 最優秀脚本賞：内田けんじ
  - 優秀主演男優賞：堺雅人
  - 優秀助演男優賞：香川照之
  - 優秀助演女優賞：広末涼子
- 第55回ブルーリボン賞
  - 監督賞：内田けんじ
  - 助演女優賞：広末涼子
- 第17回日本インターネット映画大賞
  - 助演女優賞：広末涼子
- 第37回報知映画賞
  - 作品賞
- 第63回芸術選奨文部科学大臣賞及び同新人賞  映画部門
  - 大臣賞：内田けんじ
- 第86回キネマ旬報ベスト・テン
  - 日本映画脚本賞：内田けんじ
  - 読者選出作品賞
  - 読者選出監督賞：内田けんじ
- 第25回日刊スポーツ映画大賞
  - 監督賞：内田けんじ
- 第15回上海国際映画祭
  - 最優秀脚本賞：内田けんじ
- 第34回ヨコハマ映画祭
  - 脚本賞：内田けんじ
- 第32回ハワイ国際映画祭
  - 作品賞
- 第22回日本映画批評家大賞
  - 作品賞

## 電視播出
|   | 播出日期      | 播出時間（JST）   | 電視臺     | 播放時段     | 備註     |
| - | ------------- | ----------------- | ---------- | ------------ | -------- |
| 1 | 2020年9月27日 | 星期日19:00-21:24 | BS東視     | （電影特輯） |          |
| 2 | 2021年5月4日  | 星期二13:25-15:55 | 東京電視台 | 下午路演     | 關東當地 |

## 翻拍
2016年本片被韓國翻拍為《這個殺手演很大》，並在第15屆佛羅倫薩韓國電影節（Asiana Airlines Audience）上獲得觀眾獎。2021年本片被中国翻拍為《人潮汹涌》，由饶晓志执导，刘德华、肖央和万茜主演。

## 舞台劇
2014年，Caramel Box劇團將本片改編為舞台劇，並於2014年5月10日至6月1日在陽光劇場、同年6月5日至10日在新神戶東方劇場演出。編劇與導演為成井豐。
2017年3月，Caramel Box劇團再度演出此劇。此外，新人選拔階段僅舉行了3個階段。

## 外部連結
- 互联网电影数据库（IMDb）上《失匙殺手》的资料（英文）
- 豆瓣电影上《盗钥匙的方法》的資料 （简体中文）
- 官方网站
- 鍵泥棒のメソッド - allcinema
- 鍵泥棒のメソッド - KINENOTE
- 互联网电影数据库（IMDb）上《Kagi-dorobô no mesoddo》的资料（英文）
- 鍵泥棒のメソッド的Facebook專頁
- 演劇集団キャラメルボックス『鍵泥棒のメソッド』(2014年版) （页面存档备份，存于）
- 演劇集団キャラメルボックス『鍵泥棒のメソッド』(2017年版) （页面存档备份，存于）
- LUCK-KEY／ラッキー - allcinema
- ＬＵＣＫ－ＫＥＹ／ラッキー - KINENOTE
- 互联网电影数据库（IMDb）上《Leokki》的资料（英文）